# ЗАЗ-966
ЗАЗ-966 «Запорожець» (у народі — «вухань», «вухатий», «чебурашка») — радянський легковий автомобіль особливо малого класу. Випускався на автомобільному заводі в місті Запоріжжі з 1966 — 12 жовтня з конвеєра заводу «Комунар» зійшли перші моделі «ЗАЗ-966» — по 1974 рік з модифікаціями, причому перший рік випускалася лише «перехідна» модифікація 966В із застарілим 28-сильним двигуном — виробництво 1,2-літрового 40-сильного мотора МеМЗ-966 було готове лише на наступний рік.

## Історія

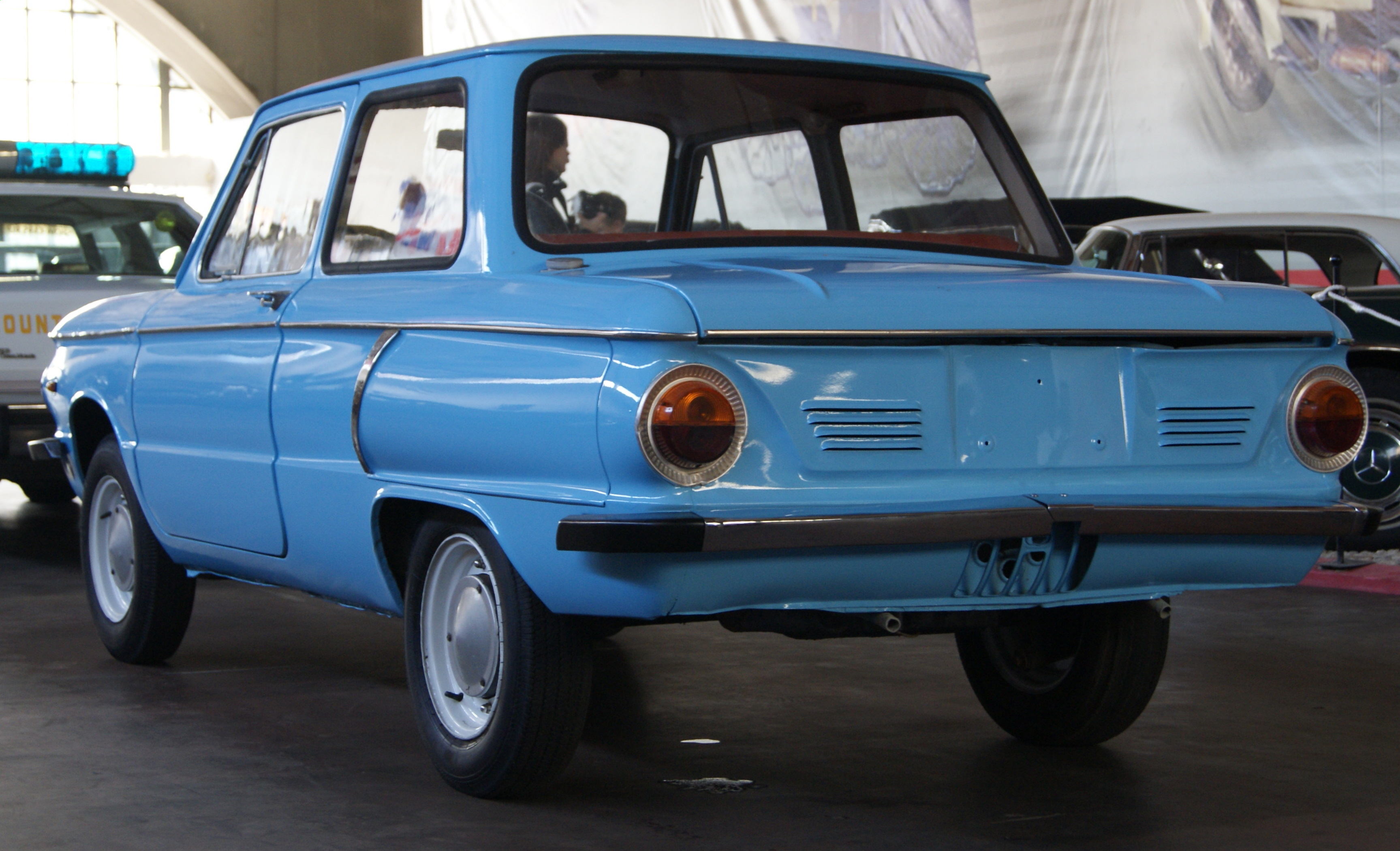
Задня частина автомобіля

Розробка нової моделі автомобіля почалася в Запоріжжі практично одночасно з постановкою на конвеєр ЗАЗ-965 в 1960 році — навесні 1961.
У листопаді того ж року дослідний зразок був продемонстрований на ВДНГ.
Проте, брак досвіду у конструкторів заводу — попередню модель розробляв колектив МЗМА («Москвич») у співпраці з НАМІ, а також інші фактори затягли впровадження нової моделі у виробництво: перші серійні «Запорожці» другого покоління зійшли з конвеєра тільки в 1966 році, причому з лише злегка «оновленим» двигуном від попередньої моделі (ЗАЗ-966В з двигуном МеМЗ-966 — 887 куб.см, 30 к.с.).
Повномасштабне ж виробництво самого ЗАЗ-966 з власним силовим агрегатом (1198 куб.см, 40 к.с.) почалося ще пізніше, в 1967 році. Втім, 1,2-літрових моторів на всі автомобілі не вистачало, і частину машин навіть наступної, «968-ї», моделі забезпечували 30-сильним агрегатом, який веде свій родовід безпосередньо від мотора ЗАЗ-965 і навіть з тих часів не забезпечував необхідної динаміки.
На запланований обсяг випуску в 150 тис. машин цієї моделі в рік вийти так і не вдалося, більше того, лише до 1973 року завод зумів підійти до межі в 100 тис. автомобілів на рік. У такому гальмуванні розгортання серійного виробництва вирішальну роль зіграла концентрація всіх сил автомобілебудування СРСР на будівництві Волзького автозаводу.

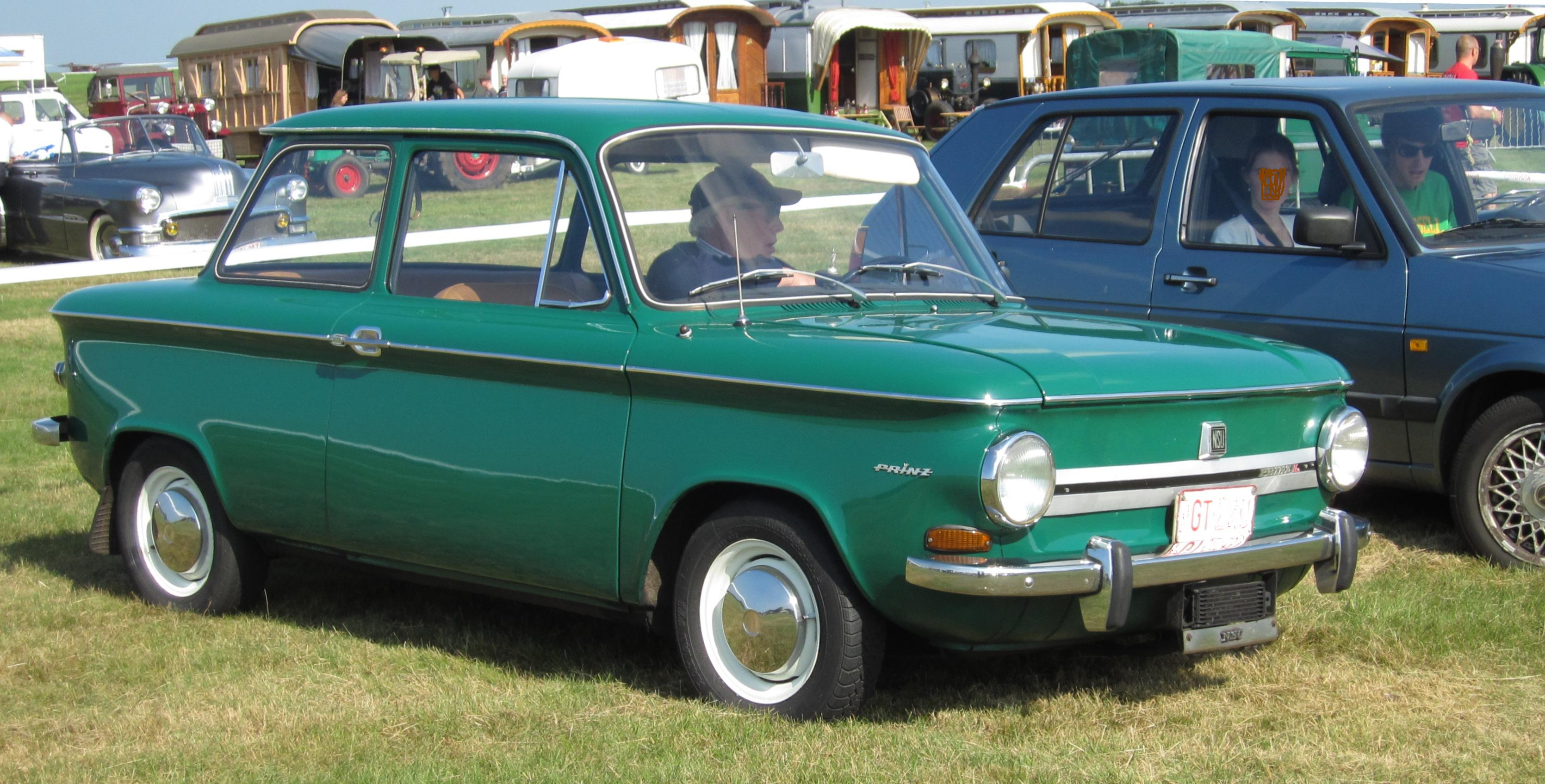
NSU Prinz IV
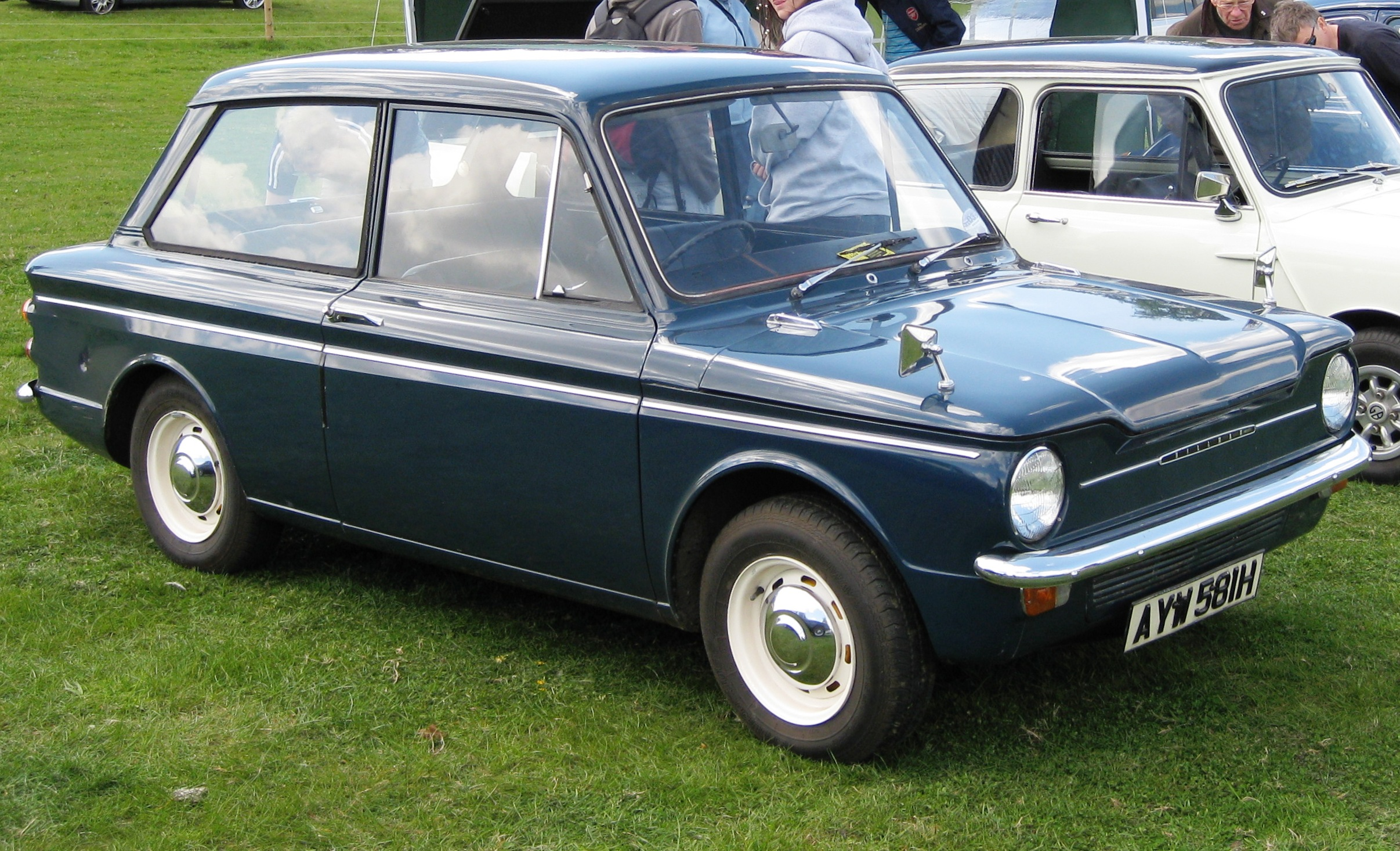
Hillman Imp
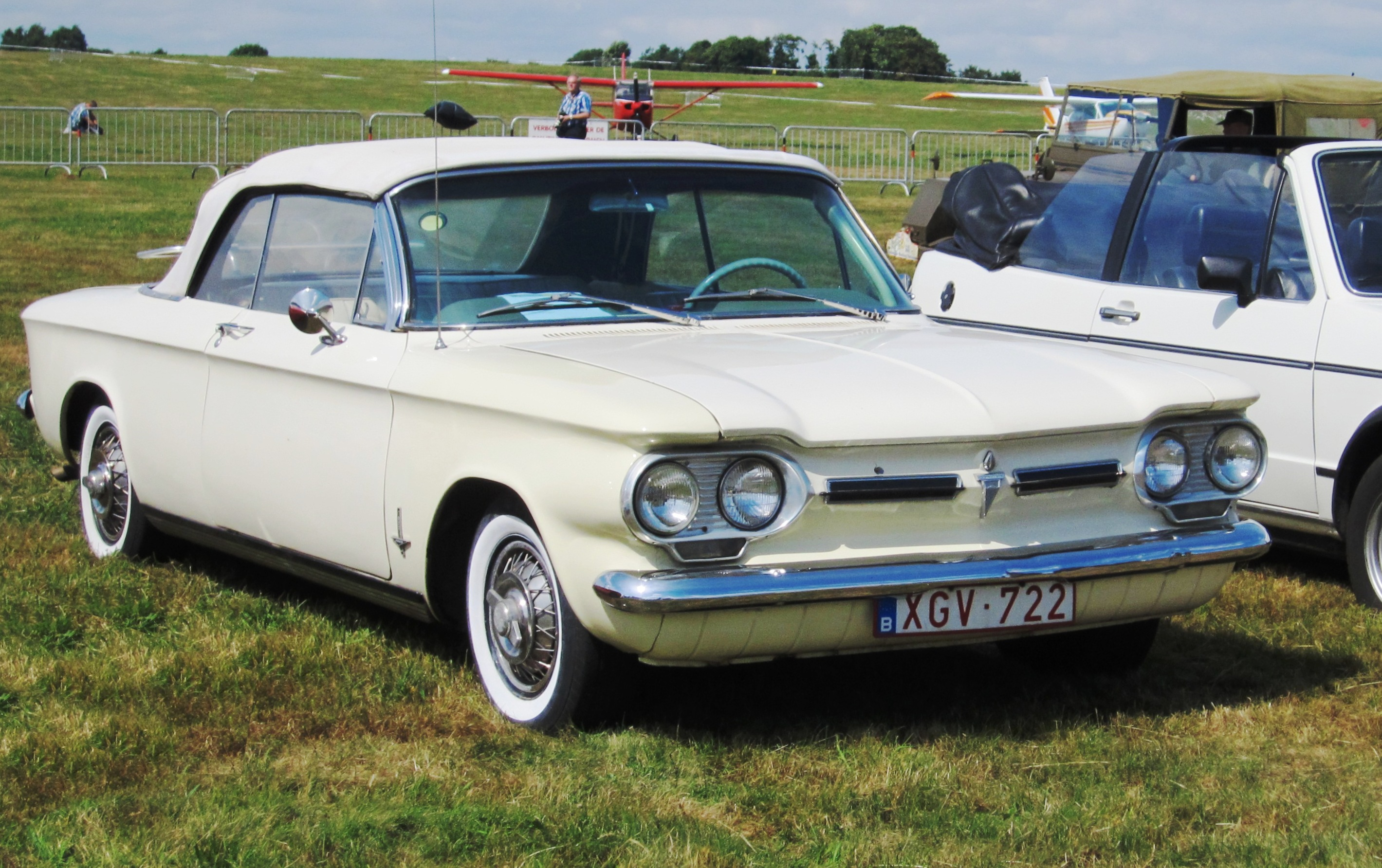
Chevrolet Corvair

Ранні прототипи автомобіля мали досить оригінальну зовнішність, проте кінцева версія демонструє чималу схожість дизайну з німецькою малолітражкою NSU Prinz IV (ФРН, 1961 р.), — остання, втім, сама, як і цілий ряд задньомоторних легкових автомобілів шістдесятих років, пластичним рішенням кузова з «оперізуючою» підвіконною лінією в цілому повторювала американський Chevrolet Corvair, представлений у кінці 1959 року.
Слід зауважити, що дизайн «Корвейра» був у ті роки одним із найбільш копійованих — список виконаних у близькому ключі автомобілів був досить широкий і включав такі моделі, як британський Sunbeam / Hillman Imp, німецька NSU Prinz, італійський FIAT 1300 / 1500, французькі Simca 1000 і Renault R8, японські Mazda 800 і Hino Contessa, та інші . «Шевроле» був хронологічно першим, і, відповідно, вихідним прообразом всього стилю, а інші моделі — приблизно в рівній мірі наслідування.
Деякі джерела містять і припущення про наявність безпосередньо «північноамериканських» коренів у дизайні 966-го «Запорожця» — відомо, що зразок Chevrolet Corvair перебував у розпорядженні НАМИ, а пізніше був переданий на Запорізький автозавод (за іншою версією — на Мелітопольський моторний) з метою вивчення системи охолодження двигуна.
Що стосується конструкції автомобіля, то вона змінилася в порівнянні з попереднім поколінням досить мало.
Головним нововведенням було використання повністю переробленої задньої підвіски з досконалішою кінематичною схемою: замість діагональних важелів і хитних півосей з одним карданним шарніром на кожній, які йдуть ще з «Фіата 600», — поздовжні А-подібні важелі і по два шарніри на піввісь (зовнішні — карданні, внутрішні — типу «Дзвін»).
Це була вдала схема — для порівняння, дуже схожа задня підвіска довгий час використовувалася на автомобілях BMW 3-ї (E21 і E30) і 5-ї (E12) серій, а також на багатьох інших. Більш оптимальна кінематика тільки у складних задніх підвісок, що набули широкого поширення лише в останні десятиліття.
Двигун являв собою лише оновлену і форсовану по робочому об'єму версію попередньої моделі, а от коробка передач — була розроблена заново (і те, і інше стосується «чистого» ЗАЗ-966, а не «перехідної» моделі з 30-сильним двигуном). На прототипах використовувався привід перемикання передач з важелем, розташованим на панелі приладів, праворуч від щитка приладів, — як на деяких іноземних моделях («Трабант», деякі DKW та ряд французьких малолітражок), але в серії від нього відмовилися, як від непотрібного ускладнення конструкції.
Коробка передач, розроблена для 40-сильного двигуна МеМЗ, виявилася дуже вдалою і надійною — великий запас міцності дозволяв використовувати її в парі з набагато потужнішими у порівнянні зі штатним двигунами, наприклад, самодіяльними конструкторами на базі трансмісії «Запорожця» створювалися автомобілі з двигунами від «Жигулів», різних «Москвичів» і навіть «Волги» ГАЗ-21 (втім, це призводило до істотного зменшення ресурсу агрегату). Слабким же місцем конструкції виявилися півосі.

## Оцінка моделі

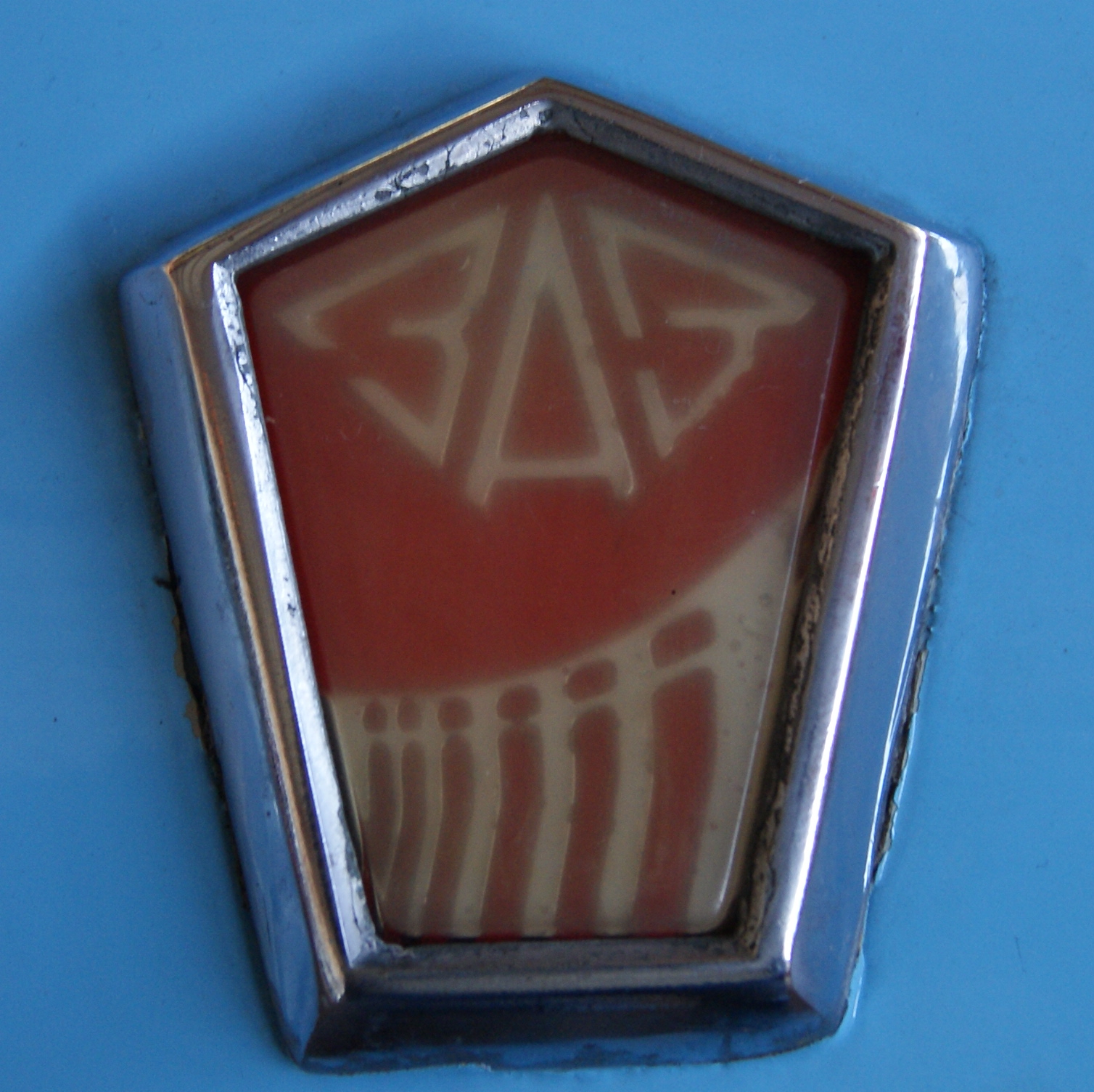
Логотип, що використовувався у моделі 966

З точки зору дизайну і конструкції, автомобіль дійсно став досконалішим і сучаснішим, проте, не можна не відзначити «вислизання» від його розробників початкової концепції легкого, малогабаритного і недорогого автомобіля.
Новий ЗАЗ був помітно більшим (довжина — 3730 мм проти 3326 мм у ЗАЗ-965) та важчим за попередника, за габаритами і масою досить близько підійшов до моделей вищого класу — «Москвичам» і «Жигулів», при цьому за споживчими якостями відрізнявся від них істотно, і не в найкращий бік.
Незважаючи на відчутне збільшення зовнішніх габаритів, салон не став набагато просторішим (основний приріст довжини припадав на звіси кузова, а колісна база збільшилася лише на 13,7 см), причому за рахунок зменшення висоти кузова посадка водія і пасажирів стала менш вертикальною.
Застарілий силовий агрегат, незважаючи на збільшення робочого об'єму до 1,2 літрів (як у ВАЗ-2101; відповідно зросла і витрата палива), не дав істотного поліпшення динаміки, тим більше з огляду на підвищення вимоги до якості цього автомобіля в сімдесяті роки .
Таким чином, поява ЗАЗ-966 ознаменувала відхід від початкового, досить вдалого, співвідношення габаритів, маси, місткості, робочого об'єму двигуна автомобіля та інших характеристик, характерного для першого «Запорожця» ЗАЗ-965 і успадкованого від культового у себе на батьківщині Fiat 600.
Цікаво, що сама фірма Fiat при подальшому послідовному розвитку концепції Fiat 600 зберегла ці характеристики досить близькими до початкових, створивши не менш вдалу в порівнянні зі своїм попередником і свого часу широко копійовану модель Fiat 850 (1964–1973 рр..), а також її подальшу розробку — Fiat 133 (1974–1982 рр..).

## Модернізація
Подальшим розвитком ЗАЗ-966 стала модель ЗАЗ-968, що випускалася з 1971 року і спочатку практично не відрізнялася від свого попередника за винятком незначно модернізованого двигуна МеМЗ-968 (тієї ж потужності) і встановлених на задній панелі кузова вогнів заднього ходу.

## Модифікації автомобіля
Інвалідні модифікації автомобіля, що випускалися на базі малопотужного ЗАЗ-966В:
- ЗАЗ-966ВР — автомобіль з ручним управлінням для людей з пошкодженими рукою і ногою;
- ЗАЗ-966ВБ — автомобіль з ручним управлінням для людей з пошкодженими ногами;
- ЗАЗ-966ВБ2 — автомобіль з ручним управлінням для людей з однією ушкодженою ногою.